# Werkstudent
Als Werkstudent oder Werkstudentin werden Studierende bezeichnet, die neben dem Studium eine Erwerbstätigkeit ausüben, um sich ihren Lebensunterhalt zu verdienen oder Praxiserfahrung zu sammeln.

## Geschichte
Erstmals offiziell verwendet wurde der Begriff vom Erlanger Studententag 1921: Als Werkstudent wurden hier Studenten bezeichnet, die ihren Lebensunterhalt ganz oder teilweise durch zusätzliche Arbeit im Handwerk, in Fabriken, Bergwerken oder in der Landwirtschaft verdienen mussten. Der Werkstudent war eine typische Erscheinungsform der Weimarer Republik, deren wirtschaftliche Probleme besonders die Studentenschaft betrafen. Aufgrund der zahlreichen Werkstudenten während der Wirtschaftskrise 1923, die eine erhebliche Beeinträchtigung des universitären Lehrbetriebs nach sich zogen, bemühten sich die Universitäten um materielle Unterstützung wie die Schaffung von Mensen oder die Errichtung von Stipendienstiftungen (z. B. die Studienstiftung des Deutschen Volkes). Die Zahl der Werkstudenten in Deutschland betrug 1920 etwa 10.000, im Jahr 1923 bereits 64.000. Nach dem Zweiten Weltkrieg stieg der Anteil der Werkstudenten in der Bundesrepublik Deutschland erheblich an und betrug 1956 44,9 %, 1959 noch 30,2 % (jeweils bezogen auf die Zahl aller Studenten).

## Heutige Bedeutung
Als Werkstudenten gelten heute Personen, die als ordentlich Studierende einer Fachschule oder Hochschule immatrikuliert sind und die neben ihrem Studium einer mehr als geringfügigen Beschäftigung oder selbstständigen Tätigkeit nachgehen. Seit dem 1. Oktober 1996 sind Werkstudenten u. U. versicherungspflichtig in der Rentenversicherung nach den für diese geltenden allgemeinen Regeln. In der Arbeitslosenversicherung und Pflegeversicherung sind Werkstudenten weiterhin versicherungsfrei, in der gesetzlichen Krankenversicherung bis zu einer Grenze ebenfalls (§ 6 I Nr. 3 SGB V, § 27 IV SGB III, Stand Nov. 2013, siehe unten). Die Arbeitszeit darf dabei maximal 20 Stunden pro Woche während der Vorlesungszeit betragen.
Neben dieser Definition gibt es allerdings auch Abweichungen, insbesondere dann, wenn die Arbeitszeit neben dem Studium mehr als die maximal 20 Stunden pro Woche während der Vorlesungszeit beträgt. Teilweise erhöht sich die Arbeitszeit außerhalb der Vorlesungszeiten auf ein Vollzeitniveau. Von normalen Studentenjobs unterscheidet sich eine Tätigkeit als Werkstudent dann, wenn durch eine fachliche Nähe zum Studium das Erreichen des Ziels der Ausbildung durch den Erwerb praktischer Kenntnisse und Fähigkeiten gefördert wird. So bietet der Arbeitgeber in der Regel Unterstützung bei Fach- und Bachelorarbeiten an. Ein oft praktizierter Ansatz ist es, die theoretischen Kenntnisse aus dem Studium praktisch in der Tätigkeit als Mitarbeiter anzuwenden oder sogar später zu erwerbende Kenntnisse aus dem Studium vorwegzunehmen. Die so erworbenen praktischen Kenntnisse und die allgemeine Berufserfahrung können sich später positiv auf eine mögliche Einstellung auswirken, weswegen diese Form der Erwerbsarbeit neben dem Studium vergleichsweise häufig vorkommt. Ein Beispiel für eine derartige Ausbildung ist die zum Diplom-Verwaltungswirt (FH). Es geht hier also nicht nur um den Hinzuverdienst zur Finanzierung des Studiums und Lebensunterhalts, sondern um das Ausbildungsziel selbst.
Dies kann praktisch immer wieder zu Abgrenzungsproblemen führen.

## Einordnung in der Sozialversicherung
Seit dem 1. Oktober 1996 sind Werkstudenten, wie beschrieben, in der gesetzlichen Rentenversicherung unter Umständen versicherungspflichtig nach den allgemeinen Regeln. In der gesetzlichen Krankenversicherung und in der Arbeitslosenversicherung ist die Beschäftigung weiterhin versicherungsfrei (Werkstudentenprivileg). Die Rechtsgrundlagen sind u. a. § 6 Abs. 1 Nr. 3 SGB V und § 27 Abs. 4 SGB III, die konkrete Ausgestaltung wurde durch die Rechtsprechung des BSG im Laufe der Zeit herausgearbeitet: Das Studium soll im Vordergrund stehen, die wöchentliche Arbeitszeit darf daher 20 Stunden („halbtags“) nicht überschreiten. In den Semesterferien hingegen spielt die Stundenzahl keine Rolle, auch muss sozialversicherungsrechtlich kein konkreter Bezug zum Studium bestehen. Wenn das Arbeitsentgelt jedoch die Grenze (1/7 der Bezugsgröße nach § 18 SGB IV) für die kostenlose Familienversicherung (in der Kranken- und Pflegeversicherung) überschreitet, tritt Versicherungs- und Beitragspflicht als Student ein. Solche Studentenjobs sind nicht mit in Studien- und Prüfungsordnungen vorgeschriebenen Praktika während des Studiums zu verwechseln.
Für Arbeitgeber stellen Werkstudenten somit eine wichtige Möglichkeit dar, Nachwuchskräfte zu finden, an ihr Unternehmen heranzuführen und zugleich Kosten für Sozialabgaben zu sparen. Daher beschäftigen viele große Unternehmen in Deutschland Werkstudenten. Für Studenten führt der Status als Werkstudent nur in wenigen Fällen zu einer Besserstellung, weshalb für seine Abschaffung plädiert wurde.